# Gleichstellung mit schwerbehinderten Menschen
Durch eine Gleichstellung mit schwerbehinderten Menschen, die in Deutschland aufgrund einer Entscheidung der Arbeitsagentur erfolgt, können behinderte Menschen mit einem Grad der Behinderung (GdB) von 30 oder 40 bestimmte Rechte erhalten, die grundsätzlich erst ab einem GdB von 50 bestehen.
Diese Gleichstellung erfolgt nur auf Antrag und bei Vorliegen der gesetzlichen Voraussetzungen nach § 2 Abs. 3 SGB IX. Demnach können Menschen mit einem GdB von weniger als 50, aber mindestens 30, mit schwerbehinderten Menschen (also Menschen mit einem Grad der Behinderung von mindestens 50) gleichgestellt werden. Voraussetzung dafür ist, dass sie ohne diese Gleichstellung ihren Arbeitsplatz nicht behalten können oder dass sie die Gleichstellung zur Erlangung eines neuen, geeigneten Arbeitsplatzes benötigen.

## Zuständigkeit
Während der GdB vom Versorgungsamt festgestellt wird, ist für die Erteilung der Gleichstellung mit schwerbehinderten Menschen die örtliche Agentur für Arbeit (AA) zuständig. Dabei ist die AA an die Feststellungen des Versorgungsamtes gebunden und führt keine eigenen medizinischen Untersuchungen durch.
Über die Gleichstellung entscheidet die AA auf Antrag per Bescheid. Wird die Gleichstellung abgelehnt, entscheidet in einem etwaigen Widerspruchsverfahren der Widerspruchsausschuss nach § 203 SGB IX bei der örtlich zuständigen Regionaldirektion der Bundesagentur für Arbeit. Wird dem Widerspruch nicht (vollständig) abgeholfen, ist der Rechtsweg zur Sozialgerichtsbarkeit gegeben.

## Zweck der Gleichstellung

### Gleichstellung bei Beschäftigten
Während schwerbehinderte Menschen einen erweiterten Kündigungsschutz genießen (bei einer Kündigung bedarf es gemäß § 168 SGB IX der Zustimmung des Integrationsamtes), ist dies bei behinderten, aber nicht schwerbehinderten Menschen (solche mit einem GdB von unter 50) nicht der Fall. Sofern ein sozialversicherungspflichtig Beschäftigter mit einem GdB von 30 oder 40 behinderungsbedingt von einer Kündigung bedroht ist, kann er daher unter Umständen mit schwerbehinderten Menschen gleichgestellt werden. Durch die Gleichstellung benötigt der Arbeitgeber auch für die Kündigung eines Arbeitsverhältnisses mit einem behinderten Menschen die Zustimmung des Integrationsamtes. Eine Gleichstellung bewirkt gemäß § 151 SGB IX jedoch nicht, dass der Gleichgestellte den für schwerbehinderte Menschen nach § 208 SGB IX vorgesehenen Zusatzurlaub erhält.
Auch Beamte können unter bestimmten Voraussetzungen mit einem schwerbehinderten Menschen gleichgestellt werden, insbesondere wenn deren behinderungs-/krankheitsbedingte Entlassung oder Versetzung in den Ruhestand droht.
Die Gleichstellung wirkt grundsätzlich auf das Datum der Antragstellung zurück. Nach der aktuellen Rechtsprechung des Bundesarbeitsgerichtes bedarf es bei der Kündigung eines Gleichgestellten jedoch nicht der Zustimmung des Integrationsamtes, wenn die Gleichstellung nicht mindestens drei Wochen vor der Kündigung beantragt wurde.
Das Hessische Landessozialgericht entschied am 19. Juni 2013, dass eine Gleichstellung auch dann beantragt werden kann, wenn eine angestellte Person im öffentlichen Dienst ohne die Gleichstellung nicht verbeamtet werden könnte.

### Gleichstellung bei Arbeitslosen
Arbeitslose mit einem GdB von 30 oder 40 können gleichgestellt werden, wenn sie zur Erlangung eines Arbeitsplatzes die Gleichstellung benötigen. So kann die Einstellungschance eines Gleichgestellten höher sein, wenn der potentielle Arbeitgeber die Schwerbehindertenquote nach § 154 SGB IX, auf die auch Gleichgestellte angerechnet werden, nicht erfüllt. Andererseits kann eine Gleichstellung auch negative Auswirkungen auf die Einstellungschancen haben, wenn der Arbeitgeber den erweiterten Kündigungsschutz des Gleichgestellten scheut. Daher kann es sinnvoll sein, wenn durch die Agentur für Arbeit zunächst eine Zusicherung erteilt wird, wonach die Gleichstellung dann erfolgen wird, wenn ein Arbeitgeber diese für die Einstellung wünscht. So muss in einem Vorstellungsgespräch die erteilte Zusicherung auf Nachfrage nicht offenbart werden. 
Zusicherung abgeschafft
Laut Bundesarbeitsgericht, 16. Februar 2012, Az. 6 AZR 553/10 (behinderungsbedingte Diskriminierung), dürfen Arbeitgeber im Bewerbungsverfahren und in den ersten sechs Monaten einen Stellenbewerber grundsätzlich nicht nach einer Schwerbehinderung oder Gleichstellung fragen. Insofern entfaltet die Zusicherung auch keine konstitutive Wirkung. Das aber ist wichtig bei Bewerbungen für den öffentlichen Dienst nach § 164 SGB IX sowie bei den Nachteilsausgleichen nach § 165 Abs. 1 SGB IX und § 178 Abs. 2 Satz 3 SGB IX. Im Fachschrifttum wird daher seit Jahren dieses Instrument der Zusicherung statt Gleichstellung gegen den Willen behinderter Menschen und ganz generell heftig kritisiert, da rechtlich nicht gleichwertig. Diese rechtlich höchst bedenkliche, durch nichts zu rechtfertigende und vom BAG zudem als nicht gleichwertig angesehene ausufernde Zusicherungspraxis wurde zwischenzeitlich von der Bundesagentur für Arbeit 2017 wieder abgeschafft, da es die von der BA unterstellten vermeintlichen Vorteile einer lediglich zugesicherten Gleichstellung gegenüber bewilligter Gleichstellung nicht gibt.